# Moya, Kanarieöarna
Moya är en kommun i Spanien.  Den ligger i den autonoma regionen Kanarieöarna i sydvästra delen av landet, 1 700 km sydväst om huvudstaden Madrid. Antalet invånare är 7 987 (2024).  Arean är 32,20 kvadratkilometer. Moya ligger på Gran Canaria i ögruppen Kanarieöarna. Moya gränsar till Arucas, Firgas, Valleseco, Tejeda, Artenara, Gáldar och Santa María de Guía de Gran Canaria. 